# Resolutie 1957 Veiligheidsraad Verenigde Naties
Resolutie 1957 van de Veiligheidsraad van de Verenigde Naties werd unaniem door de VN-Veiligheidsraad aangenomen op 15 december 2010. De resolutie maakte een einde aan Irak's verplichting om massavernietigingswapens, langeafstandsraketten en kernenergieactiviteiten te vernietigen of stop te zetten en hierover informatie te verstrekken. Die maatregelen waren vanaf 1991 van kracht geweest. Samen met de diezelfde dag aangenomen resoluties 1956 en 1958 beëindigde resolutie 1956 enkele belangrijke beperkingen die Irak waren opgelegd volgend op de Eerste Golfoorlog.

## Achtergrond
Op 2 augustus 1990 viel Irak zijn zuiderbuur Koeweit binnen en bezette dat land. De Veiligheidsraad veroordeelde de inval nog diezelfde dag middels resolutie 660, en later kregen de lidstaten carte blanche om Koeweit te bevrijden. Eind februari 1991 was die strijd beslecht en legde Irak zich neer bij alle aangenomen VN-resoluties. Het land werd vervolgens verplicht om zich te ontwapenen door onder meer al zijn massavernietigingswapens te vernietigen. Daaraan werkte Irak echter met grote tegenzin mee, tot grote woede van de Verenigde Staten, die het land daarom in 2003 opnieuw binnenvielen.
Een door de VN geleide overgangsregering werd in 2004 opgevolgd door een Iraakse. In 2005 werd een nieuwe grondwet aangenomen en vonden verkiezingen plaats, waarna een coalitie werd gevormd. In de tussentijd werd het land echter geplaagd door sektarisch geweld en bleven vele slachtoffers vallen door de talloze terreuraanslagen.

## Inhoud

### Waarnemingen
Op 26 februari 2010 had de voorzitter van de Veiligheidsraad de vooruitgang en naleving van non-proliferatie en ontwapening verwelkomd.
Het was van belang dat Irak opnieuw de internationale status bereikte die het voor 1990 had.
In 2008 tekende Irak het Aanvullend Protocol bij de Overeenkomst inzake Uitgebreide Veiligheidsmaatregelen met het Internationaal Atoomenergie-Agentschap.
Op 12 februari 2009 was het land partij geworden van de Conventie inzake het Verbod op de Ontwikkeling, Productie, Opslag en Gebruik van Chemische Wapens en hun Vernietiging.
Op 11 augustus 2010 had het de Gedragscode van Den Haag tegen de Proliferatie van Ballistische Raketten onderschreven.

### Handelingen
De Veiligheidsraad besloot de maatregelen in verband met massavernietigingswapens, raketten en civiele kernenergie die hij in 1991 middels de resoluties 687 en 707 aan Irak had opgelegd — de vernietiging van en informatieverschaffing over deze zaken — te beëindigen.
Bij Irak werd erop aangedrongen dat het land het Aanvullend Protocol met het IAEA zo snel mogelijk te ratificeren.
Ten slotte besloot de Raad om de vooruitgang van die ratificatie een jaar na dato te evalueren.

## Verwante resoluties
- Resolutie 1936 Veiligheidsraad Verenigde Naties
- Resolutie 1956 Veiligheidsraad Verenigde Naties
- Resolutie 1958 Veiligheidsraad Verenigde Naties
- Resolutie 2001 Veiligheidsraad Verenigde Naties (2011)

Lijst ·  1908 ·  1909 ·  1910 ·  1911 ·  1912 ·  1913 ·  1914 ·  1915 ·  1916 ·  1917 ·  1918 ·  1919 ·  1920 ·  1921 ·  1922 ·  1923 ·  1924 ·  1925 ·  1926 ·  1927 ·  1928 ·  1929 ·  1930 ·  1931 ·  1932 ·  1933 ·  1934 ·  1935 ·  1936 ·  1937 ·  1938 ·  1939 ·  1940 ·  1941 ·  1942 ·  1943 ·  1944 ·  1945 ·  1946 ·  1947 ·  1948 ·  1949 ·  1950 ·  1951 ·  1952 ·  1953 ·  1954 ·  1955 ·  1956 ·  1957 ·  1958 ·  1959 ·  1960 ·  1961 ·  1962 ·  1963 ·  1964 ·  1965 ·  1966